# イスラエル参謀本部諜報局
イスラエル参謀本部諜報局（イスラエルさんぼうほんぶちょうほうきょく、ヘブライ語：אגף המודיעין של צה"ל、英語：Military Intelligence Directorate、略称：アマーン (אמ"ן)）は、イスラエル国防軍参謀本部に所属する情報機関。イスラエル情報コミュニティーのメンバーで、軍事情報を担当する。

## 歴史
第一次中東戦争直後の1948年に、ハガナー情報局解体に伴い創設された3つの情報機関の1つ。当初は、参謀本部作戦局の諜報課（マフレケト・モディーン）だったが、1953年12月、現在の名称に改称された。他の2つは外国情報を担当するイスラエル外務省政治局、国内治安を担当するイスラエル総保安庁であった。
2023年のハマスによるイスラエル攻撃については事前に警告・阻止できず、翌年4月22日、アーロン・ハリヴァ局長が後任の決定次第、引責辞任することが発表された。

## 機構
情報収集部門、情報分析部門、監督部門の主要3部門から成る。

### 情報収集部門
情報収集手段に応じた、各部署を有する。
- 8200部隊：アラブ諸国の電話の盗聴を含むSIGINT
- 9200部隊：偵察衛星又は偵察機からのIMINT。イスラエル空軍諜報部と密接に協力する。
- 504部隊：アラブ諸国のエージェント網を通したHUMINT
- ハツァブ：インターネットを含む電子出版物からのOSINT

### 情報分析部門
軍諜報部最大の部門で、3,000〜7,000人の職員を有し、情報収集部門や他の諜報機関からの情報の分析に従事する。
- ツィラ・ツェフォニト（ツィツァプ）：北部領域（レバノン、シリア）
- ツィラ・メルカツィト（ツィマル）：中央領域（イラン、イラク、ヨルダン北部、サウジアラビア）
- ツィラ・ドロミト（ツィダル）：南部領域（エジプト、ヨルダン南部）
- ツィラ・テロル（ツィタル）：テロ領域（中近東のテロ組織）
- ツィラト・コル・ハ・オラム（ツィカ）：世界領域（全世界からの脅威情報の分析）
- ツィラ・テクノロギト（ツィト）：技術領域（技術情報の分析）

### 監督部門
監督部門は、イプクハ・ミスタブラと称され、長官に直属する。当部門は、特定の事件について、単一情報源への依存を避けるために、あらゆる種類の評価を担当する。

## 参考資料
- Ephraim Kahana, "Historical dictionary of Israeli intelligence", The Scarecrow Press, Inc. Oxford, 2006
- Ian Black & Benny Morris, "Israel’s Secret Wars: A history of Israel’s Intelligence Services", Grove Press, New York, 1991
- 河合洋一郎訳『イスラエル情報戦史』並木書房、2015年
- 落合浩太郎編著『インテリジェンスなき国家は滅ぶ 世界の情報コミュニティ』亜紀書房、2011年